# Christian Koffi
Christian Raoul Kouamé Koffi (Dabou, 21 dicembre 1990) è un calciatore ivoriano, centrocampista dell'ASEC Mimosas.

## Palmarès

### Club

#### Competizioni nazionali
- Campionato ivoriano: 2

Séwé Sports: 2012, 2013
- Campionato della Repubblica Democratica del Congo: 3

TP Mazembe: 2013, 2014, 2021-2022
- Supercoppa della Repubblica Democratica del Congo: 2

TP Mazembe: 2013, 2014

#### Competizioni internazionali
- CAF Champions League: 1

TP Mazembe: 2015
- Coppa della Confederazione CAF: 1

TP Mazembe: 2016